# Estádio Algarve
Estádio Algarve je portugalský fotbalový stadion na hranici měst Faro a Loulé. Stadion byl postaven v roce 2004 podle projektu americko-britské architektonické společnosti Populous pro účely Mistrovství Evropy a má kapacitu 30 305 míst. Leží v městském parku na hranicích obou měst. Stadion byl postaven tak, aby splňoval podmínky víceúčelnosti. V letech 2004–2013 jej sdílely kluby SC Farense a Louletano DC, dočasně zde hrál i tým SC Olhanense.
Na stadionu se odehrály 2 zápasy základní skupiny a 1 čtvrtfinálový zápas Mistrovství Evropy ve fotbale 2004.

## Portugalská fotbalová reprezentace
Portugalská fotbalová reprezentace zde jednou za čas nastupuje.

## Gibraltarská fotbalová reprezentace
Je to dočasný domácí stadion reprezentace Gibraltaru, která zde odehrála svůj první oficiální zápas se Slovenskem 19. listopadu 2013 po přijetí Gibraltaru do UEFA (remíza 0:0).

## Další sporty
Stadion slouží jako multifunkční zařízení, konala se na něm například automobilová rallye 2007 Rally Portugal nebo každoroční profesionální tenisové turnaje.